# Courbe hyperelliptique

Une courbe hyperelliptique réelle, d'équation

En géométrie algébrique, une courbe hyperelliptique est un cas particulier de courbe algébrique de genre {\displaystyle g>1}  donnée par une équation de la forme : 
{\displaystyle y^{2}+h(x)y=f(x)}
où {\displaystyle f} est un polynôme de degré {\displaystyle n=2g+1>4} ou avec {\displaystyle n=2g+2>4} racines distinctes et {\displaystyle h} est un polynôme de degré strictement inférieur à {\displaystyle g+2} (si la caractéristique du corps commutatif n'est pas 2, on peut prendre {\displaystyle h=0}). Une fonction hyperelliptique est un élément du corps de fonctions d'une telle courbe ou éventuellement de la variété jacobienne de la courbe, ces deux concepts étant les mêmes dans le cas de la fonction elliptique, mais différents dans le cas présent.

## Histoire
Les fonctions hyperelliptiques ont été publiées pour la première fois [réf. nécessaire]   par Adolph Göpel (en) (1812-1847) dans son dernier article, Abelsche Transcendenten erster Ordnung (transcendants abéliens de premier ordre) (dans Journal für reine und angewandte Mathematik, vol. 35, 1847). Indépendamment, Johann G. Rosenhain a travaillé sur cette question et a publié Umkehrungen ultraelliptischer Integrale erster Gattung (dans Mémoires des sa vanta etc., vol. 11, 1851).

## Voir également
- Surface de Bolza
- Courbe elliptique
- Courbe superelliptique (en)